# The Last Chapter
The Last Chapter (en español: El último capítulo) es un álbum recopilatorio del dúo puertorriqueño R.K.M. & Ken-Y. Fue publicado el 30 de marzo de 2010 a través de los sellos discográficos Pina Records y Machete Music. Contiene éxitos previos del dúo junto a dos canciones nuevas, «Te amé en mis sueños» y «Por amor a ti».

## Lista de canciones

### Edición estándar
| N.º   | Título                                             | Productor(es)               | Duración |  |
| 1.    | «Te amé en mis sueños»                             | Los Magníficos, Mambo Kingz | 4:20     |  |
| 2.    | «Por amor a ti»                                    | Los Magníficos, Mambo Kingz | 3:39     |  |
| 3.    | «Igual que ayer (Remix)»                           | Los Magníficos              | 2:56     |  |
| 4.    | «Me matas»                                         | Los Magníficos, Myztiko     | 3:16     |  |
| 5.    | «Dame lo que quiero»                               | Los Magníficos              | 3:35     |  |
| 6.    | «Un sueño»                                         | Los Magníficos, Mambo Kingz | 4:05     |  |
| 7.    | «Y tú no estás»                                    | Los Magníficos, Mambo Kingz | 3:17     |  |
| 8.    | «Llorarás»                                         | Los Magníficos              | 4:01     |  |
| 9.    | «Down (Remix)» (con Héctor el Father)              | Mambo Kingz                 | 3:48     |  |
| 10.   | «Te regalo amores»                                 | Los Magníficos, Mambo Kingz | 3:59     |  |
| 11.   | «Cuerpo sensual» (con Don Omar)                    | Los Magníficos, Mambo Kingz | 3:39     |  |
| 12.   | «Vicio del pecado» (con Héctor Acosta “El Torito”) | Los Magníficos, Polo Parra  | 3:39     |  |
| 44:38 |                                                    |                             |          |  |

### Edición especial
| N.º   | Título                               | Productor(es)  | Duración |  |
| 13.   | «Cruz y maldición»                   | Los Magníficos | 4:07     |  |
| 14.   | «Oh, oh, ¿por qué te están velando?» | Nesty          | 3:17     |  |
| 15.   | «Mis días sin ti»                    | Los Magníficos | 3:55     |  |
| 56:09 |                                      |                |          |  |

DVD
1. Te amé en mis sueños
2. Down [Remix Live]
3. Igual que ayer
4. Me matas
5. Lloraras
6. Dame lo que quiero [Live]
7. Te regalo amores
8. Vicio del pecado
9. Mis días sin ti

## Posicionamiento en listas
| Listas (2010)                        | Mejor posición |
| ------------------------------------ | -------------- |
| Estados Unidos (Latin Rhythm Albums) | 2              |
| Estados Unidos (Top Latin Albums)    | 11             |